# Apetlaco
Apetlaco är en ort i Mexiko.   Den ligger i kommunen Huejutla de Reyes och delstaten Hidalgo, i den sydöstra delen av landet, 200 km norr om huvudstaden Mexico City. Apetlaco ligger 238 meter över havet och antalet invånare är 274.
Terrängen runt Apetlaco är huvudsakligen kuperad, men åt nordost är den platt. Runt Apetlaco är det ganska tätbefolkat, med 248 invånare per kvadratkilometer. Närmaste större samhälle är Huejutla de Reyes, 5,5 km nordost om Apetlaco. I omgivningarna runt Apetlaco växer i huvudsak städsegrön lövskog.